# ブラック・ラヴ
『ブラック・ラヴ』(Black Love)は、アメリカのロックバンド、アフガン・ウィッグスの5枚目のアルバム。1996年3月12日にリリース。イギリスではミュート・レコードより、レコードはサブ・ポップよりリリースされた。全米79位を記録し、ビルボードで初めてチャートインを果たした。

## 収録曲
全曲グレッグ・デュリの作曲。
1. "Crime Scene Part One" - 5:59
2. "My Enemy" - 3:10
3. "Double Day" - 4:40
4. "Blame, Etc." - 4:11
5. "Step into the Light" - 3:40
6. "Going to Town" - 3:16
7. "Honky's Ladder" - 4:15
8. "Night by Candlelight" - 3:40
9. "Bulletproof" - 6:37
10. "Summer's Kiss" - 3:55
11. "Faded" - 8:25
12. "Moon River" （日本盤ボーナス・トラック）

## 参加ミュージシャン
- グレッグ・デュリ - ボーカル、ギター、パーカッション
- リック・マッコラム - ギター
- ジョン・カーリー - ベース、ハープ
- ポール・ブキナーニ - ドラムス、パーカッション